# Apostolska nunciatura na Malti
Apostolska nunciatura na Malti je diplomatsko prestavništvo (veleposlaništvo) Svetega sedeža na Malti, ki ima sedež v Tal Virtu; ustanovljena je bila 15. decembra 1965.
Trenutni apostolski nuncij je Alessandro D’Errico.

## Seznam apostolskih nuncijev
- Martin John O'Connor (15. december 1965 - maj 1969)
- Giuseppe Mojoli (14. november 1969 - 1971)
- Edoardo Pecoraio (28. december 1971 - 1974)
- Antonio del Giudice (18. december 1974 - 22. december 1978)
- Pier Luigi Celata (12. december 1985 - 6. februar 1995)
- José Sebastián Laboa Gallego (18. marec 1995 - 13. junij 1998)
- Luigi Gatti (13. junij 1998 - 28. junij 2001)
- Luigi Conti (8. avgust 2001 - 5. junij 2003)
- Félix del Blanco Prieto (5. junij 2003 - 2007)
- Tommaso Caputo (3. september 2007 - 10. november 2012)
- Aldo Cavalli (16. februar 2013 - 21. marec 2015)
- Mario Roberto Cassari (22. maj 2015 - december 2016)
- Alessandro D’Errico (27. april 2017 - danes)